# Henri Sauval

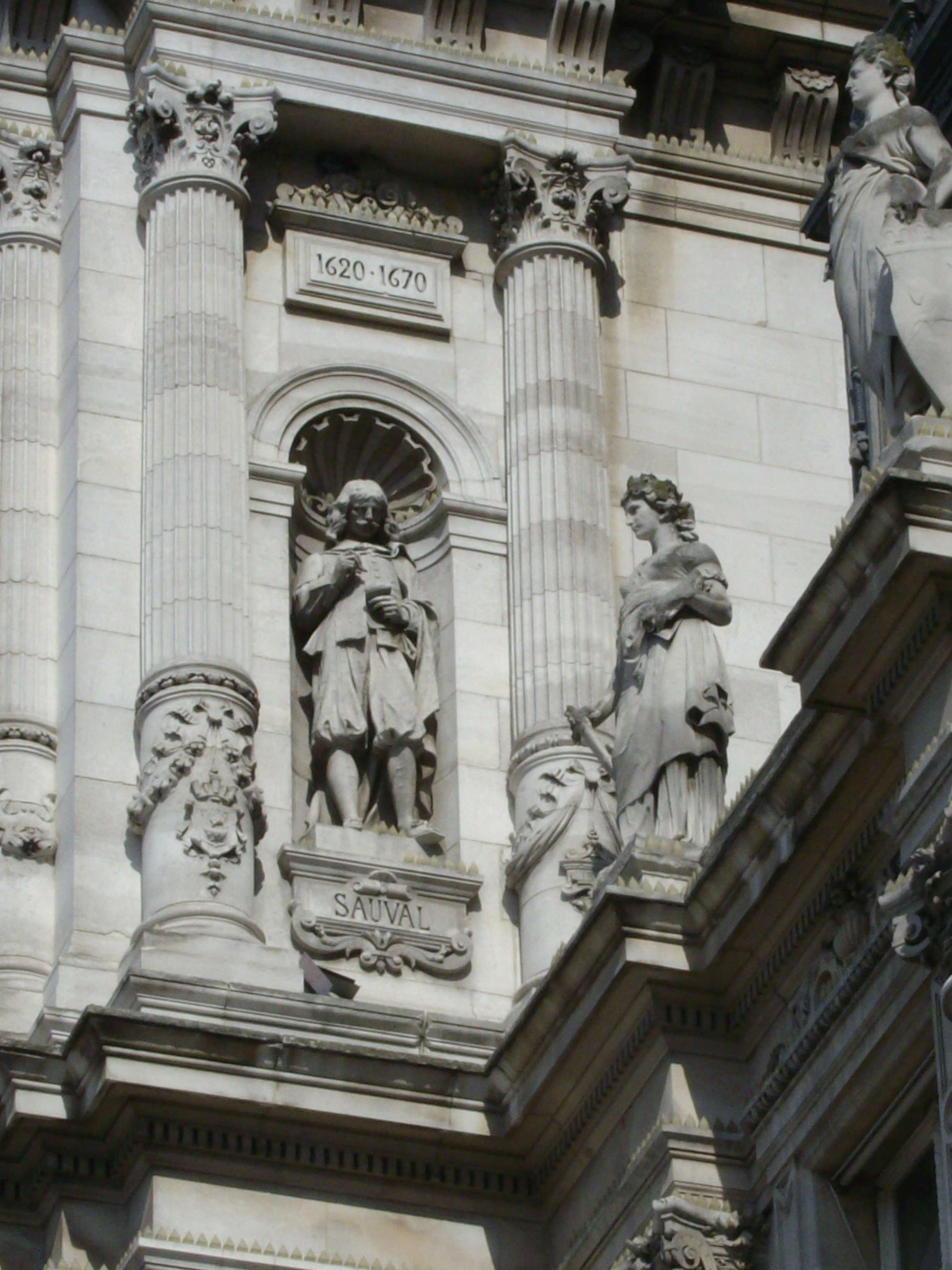
Statue von Henri Sauval am Hôtel de Ville (Paris) (mit den falschen Lebensdaten 1620–1670)

Henri Sauval (auch Sauvalle, getauft 5. März 1623 in Paris; † 21. März 1676 daselbst) war ein französischer Anwalt und Historiker des 17. Jahrhunderts.

## Leben
Sauval stammt aus einer Familie wohlhabender Händler und wurde Anwalt im Parlement. Er widmete den größten Teil seines Lebens Recherchen in Archiven seiner Heimatstadt und erhielt 1656 die Erlaubnis, sein Ergebnis als Paris ancien et moderne zu veröffentlichen. Allerdings befand sich seine Arbeit bei seinem Tod 1676 noch im Stadium eines Manuskripts. Sauval benutzte in seinem Text Ollivier Chereaus Wörterbuch Jargon et Langage de l’Argot reformé.
Erst 1724, mehr als ein halbes Jahrhundert später, wurden Sauvals Ergebnisse von seinem Mitarbeiter Claude Bernard Rousseau unter dem Titel Histoire et recherches des antiquités de la ville de Paris herausgegeben, das Buch enthielt jedoch Ergänzungen, die nicht von Sauval stammen. Ein großer Teil des ungedruckten Textes wurde 1883 unter dem Titel Chronique scandaleuse de Paris, ou Histoire des mauvais lieux veröffentlicht.
Sauvals Arbeit war auch in Rousseaus Version so interessant, dass sie 1733 und 1750 neu aufgelegt wurde. Das Originalmanuskript war im Besitz der Familie Montmerqué und ging später an Antoine Le Roux de Lincy über, der eine kommentierte Ausgabe vorbereitete. Leider gingen sowohl seine Arbeit als auch das Originalmanuskript in den Bränden während der Pariser Kommune von 1871 verloren. Auf Basis der Recherchen Le Roux’ existiert jedoch eine Serie von Artikeln über Sauval, die 1862, 1866 und 1868 im Bulletin du bibliophile et du bibliothécaire erschienen.

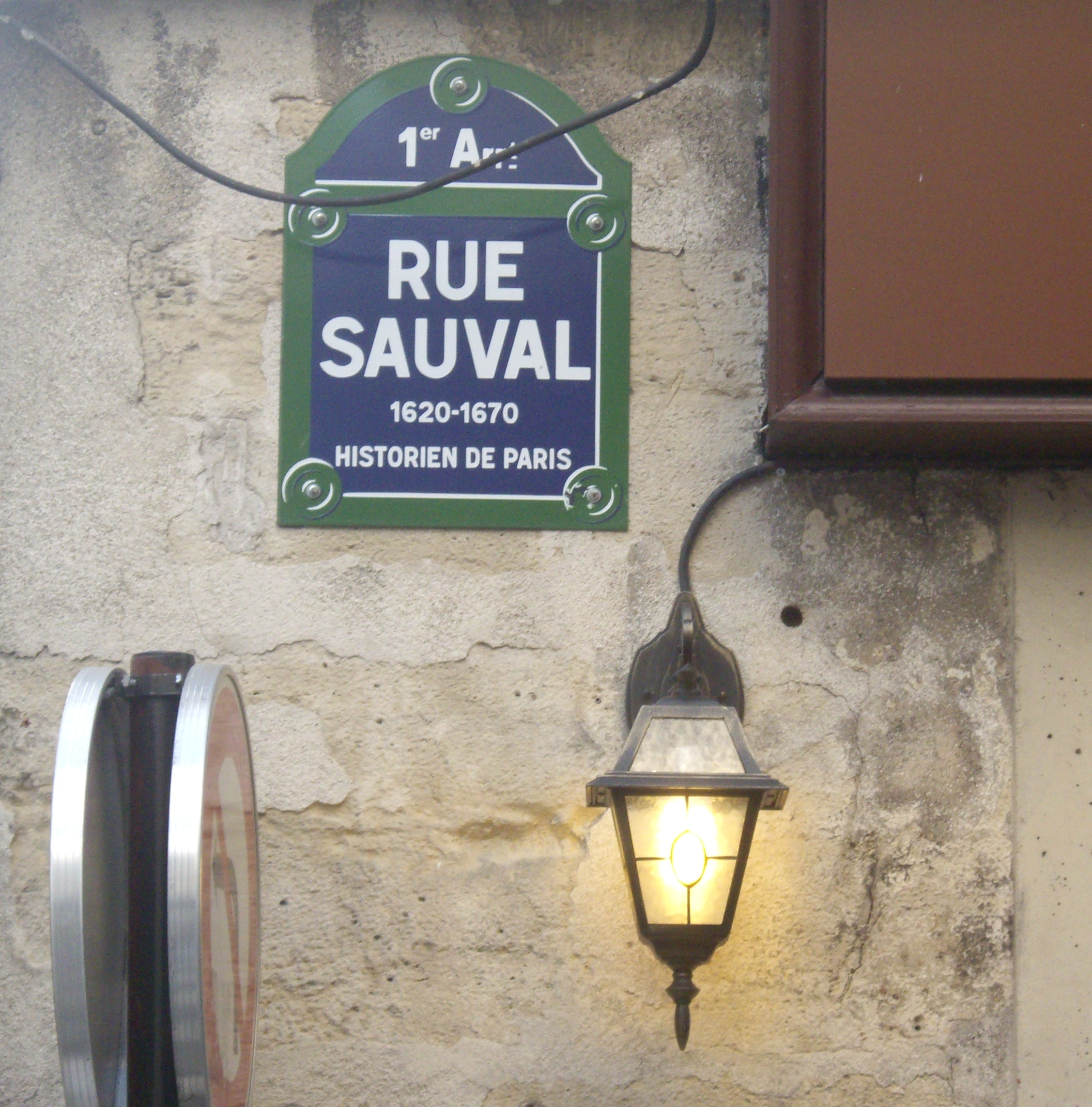
Die Rue Sauval im 1. Arrondissement (Paris) erhielt ihren Namen 1865. Das Straßenschild gibt ebenfalls als Lebensdaten 1620–1670 an.

## Werke
- La Chronique scandaleuse de Paris, ou Histoire des mauvais lieux, Brüssel 1883 und Paris 1910 (online)
- Histoire et recherches des antiquités de la ville de Paris, 3 Bände, Paris 1724, Neuausgabe als Paris ancien et moderne, (Band 1 online, Band 2 online, Band 3 online)
- Traité des bordels, Neuausgabe 2008, ISBN 978-2-915114-15-7